# Fausto García Tena
Fausto García Tena (26 de septiembre de 1804 - 8 de octubre de 1874) fue un impresor, periodista y escritor español.

## Biografía
Nacido en Córdoba el 26 de septiembre de 1804, en su juventud fue profesor de francés en el Colegio de Humanidades de Córdoba. En 1844 heredó el negocio de la Imprenta familiar, desde la cual editó diversas diversas literarias de ámbito local. García Tena iba a convertirse en  uno de los principales impresores de la ciudad de Córdoba. Fundador del Diario de Córdoba, dirigiría el periódico hasta su fallecimiento. García Tena fue también uno de los fundadores del Real Círculo de la Amistad, lugar de encuentro de la burguesía cordobesa. Falleció en 1874, legando la imprenta familiar a sus cuatro hijos: Fausto, Ignacio, Rafael y Manuel.